# Tàu ngầm tuần dương

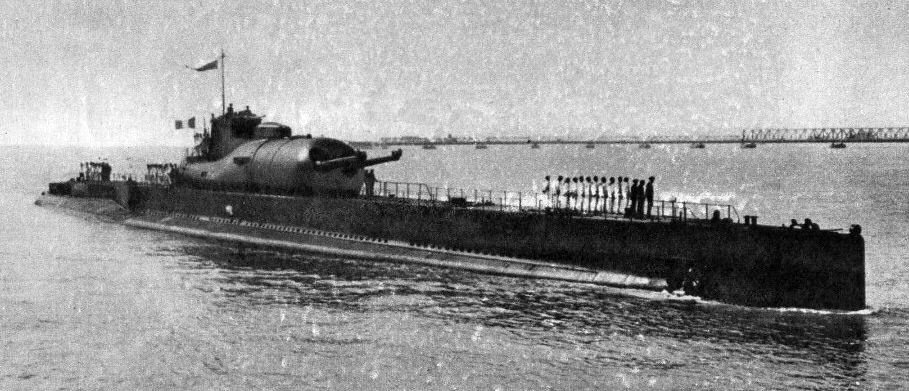
Tàu ngầm Pháp Surcouf có khẩu pháo lớn nhất cho mọi tàu ngầm tuần dương.

Tàu ngầm tuần dương là kiểu tàu ngầm được thiết kế để hoạt động lâu dài tại vùng biển cách xa căn cứ. Vai trò của chúng tương đương với tàu tuần dương của hạm đội tàu nổi: tuần tra tại các vùng biển xa, đánh phá tàu buôn, và trinh sát cho hạm đội chiến trận. Tàu ngầm tuần dương đã rất thành công trong một giai đoạn ngắn của Thế Chiến I, nhưng ít thành công hơn so với các tàu ngầm nhỏ hơn trong Thế Chiến II. Chúng dễ bị tổn thương trước các tàu buôn tuần dương vũ trang, tốc độ lặn chậm khi bị máy bay phát hiện, tín hiệu phản hồi sonar lớn và khó cơ động để né tránh mìn sâu.

## Lịch sử
Khái niệm tàu ngầm tuần dương bắt đầu vào giai đoạn chiến tranh tàu ngầm không hạn chế từ tháng 2, 1917 của Thế Chiến I. Ba tàu ngầm Type U 139 cùng bảy tàu ngầm Type U 151, mỗi chiếc trang bị hai hải pháo 15 xentimét (5,9 in), đã tuần tra tại các vùng biển cách xa căn cứ tại Bắc Hải. Chúng đánh chìm các tàu buôn Đồng Minh như một nỗ lực kết thúc Thế Chiến I bằng cách làm chết đói Anh và Ireland. Những chuyến tuần tra xa này tránh được các biện pháp bảo vệ đoàn tàu vận tải, vốn làm các cuộc tấn công tàu ngầm chung quanh quần đảo Anh có thành công hạn chế.
Kinh nghiệm chiến đấu trong Thế Chiến I của các tàu ngầm này thúc đẩy mọi cường quốc hải quân chế tạo các kiểu nguyên mẫu tàu ngầm tuần dương giữa hai cuộc thế chiến, nhưng chi phí cao đã ngăn trở phần lớn việc chế tạo. Việc phát triển lại bị giới hạn bởi Hiệp ước hải quân London năm 1930, giới hạn mỗi nước tham gia hiệp ước chỉ được phép sở hữu không quá ba tàu ngầm, mỗi chiếc có trọng lượng choán nước tiêu chuẩn trên 2.000 t (2.000 tấn Anh) nhưng không vượt quả 2.800 t (2.800 tấn Anh), và pháo với cỡ nòng không quá 6,1 in (150 mm).
Đế quốc Nhật Bản chú trọng đến khoảng cách rất xa trên những tuyến hàng hải tại Thái Bình Dương của họ, nên phát triển một loạt các kiểu tàu ngầm tuần dương khác nhau, bao gồm Type A Kō, Type B Otsu và Type J1. Đức Quốc Xã quyết định không đóng U-boat Type XI (3.140 tấn) với một hầm chứa máy bay và bốn hải pháo 5 inch (13 cm).  Những tàu ngầm tầm xa với hải pháo trên boong nhỏ hơn, bao gồm U-boat Type IXD2 và những tàu ngầm hạm đội của Hải quân Hoa Kỳ, được phát triển trong Thế Chiến II. Chúng có thể được xem là tàu ngầm tuần dương, nếu so sánh với những tàu ngầm được thiết kế để tuần tra ở khoảng cách gần hơn.

## Những chiếc tiêu biểu
| Tên               | Quốc gia               | Trọng lượng choán nước (nổi) | Trọng lượng choán nước (lặn) | Tốc độ                                     | Pháo                          | Ống phóng ngư lôi | Thủy thủ đoàn | Năm  | Tham khảo |
| ----------------- | ---------------------- | ---------------------------- | ---------------------------- | ------------------------------------------ | ----------------------------- | ----------------- | ------------- | ---- | --------- |
| Ettore Fieramosca | Kingdom of Italy       | 1.530 tấn                    | 2.094 tấn                    | 15 hải lý trên giờ (28 km/h; 17 mph)       | 1 × 12 cm (4,7 in) 45 caliber | 14                | 78            | 1929 |           |
| Surcouf           | France                 | 3.250 tấn                    | 4.304 tấn                    | 18 hải lý trên giờ (33 km/h; 21 mph)       | 2 × 203mm (8in) 50 caliber    | 10                | 118           | 1934 | [ 5 ]     |
| lớp Narwhal       | USA                    | 2.730 tấn                    | 4.050 tấn                    | 17 hải lý trên giờ (31 km/h; 20 mph)       | 2 × 6 inch/53 caliber         | 6                 | 90            | 1928 | [ 6 ]     |
| Type U-139        | Germany                | 1.930 tấn                    | 2.483 tấn                    | 15 hải lý trên giờ (28 km/h; 17 mph)       | 2 × 15 cm (5,9 in)            | 6                 | 62            | 1916 | [ 7 ]     |
| Type U-151        | Germany                | 1.512 tấn                    | 1.875 tấn                    | 12 hải lý trên giờ (22 km/h; 14 mph)       | 2 × 15 cm (5,9 in)            | 6                 | 56            | 1917 | [ 7 ]     |
| Type J1           | Japan                  | 2.135 tấn                    | 2.791 tấn                    | 18 hải lý trên giờ (33 km/h; 21 mph)       | 2 × 14 cm (5,5 in)/40 caliber | 6                 | 80            | 1926 | [ 8 ]     |
| Type B1           | Japan                  | 2.584 tấn                    | 3.654 tấn                    | 23 hải lý trên giờ (43 km/h; 26 mph)       | 1 × 14 cm (5,5 in)/40 caliber | 6                 | 100           | 1940 | [ 9 ]     |
| Type AM           | Japan                  | 3.603 tấn                    | 4.762 tấn                    | 16 hải lý trên giờ (30 km/h; 18 mph)       | 1 × 14 cm (5,5 in)/40 caliber | 6                 | 100           | 1944 | [ 10 ]    |
| HMS X1            | Hải quân Hoàng gia Anh | 2.780 tấn                    | 3.600 tấn                    | 19 hải lý trên giờ (35 km/h; 22 mph)       | 4 × 5,2 in (13 cm)            | 6                 | 110           | 1923 | [ 11 ]    |
| Lớp Kaidai        | Japan                  | 1.833 tấn                    | 2.602 tấn                    | 23 hải lý trên giờ (43 km/h; 26 mph)       | 1 × 12 cm (4,7 in)            | 6                 | 80            | 1930 | [ 12 ]    |
| Lớp K             | Soviet Union           | 1.490 tấn                    | 2.104 tấn                    | 22,5 hải lý trên giờ (41,7 km/h; 25,9 mph) | 2 × 10 cm (3,9 in)            | 10                | 67            | 1939 | [ 13 ]    |
| Type IXD2         | Germany                | 1.616 tấn                    | 1.804 tấn                    | 19 hải lý trên giờ (35 km/h; 22 mph)       | 1 × 10,5 cm (4,1 in)          | 6                 | 57            | 1938 | [ 13 ]    |
| Lớp Cagni         | Ý                      | 1.461 tấn                    | 2.136 tấn                    | 18 hải lý trên giờ (33 km/h; 21 mph)       | 2 × 10 cm (3,9 in)            | 14                | 85            | 1940 | [ 14 ]    |